# Station Dębe Wielkie
Station Dębe Wielkie is een spoorwegstation in de Poolse plaats Dębe Wielkie.